# Tenna (Safiental)
Tenna (, toponimo tedesco e romancio) è una frazione di 114 abitanti del comune svizzero di Safiental, nella regione Surselva (Canton Grigioni).

## Geografia fisica
Il paese si trova sul versante occidentale della  val Safien; nel 2012 il territorio era per il 45,1% utilizzato per scopi agricoli, il 34% era coperto da foreste, l'1,1% era coperto da edifici mentre il restante 19,8% era improduttivo (ghiacciai, fiumi, ecc.).

## Storia

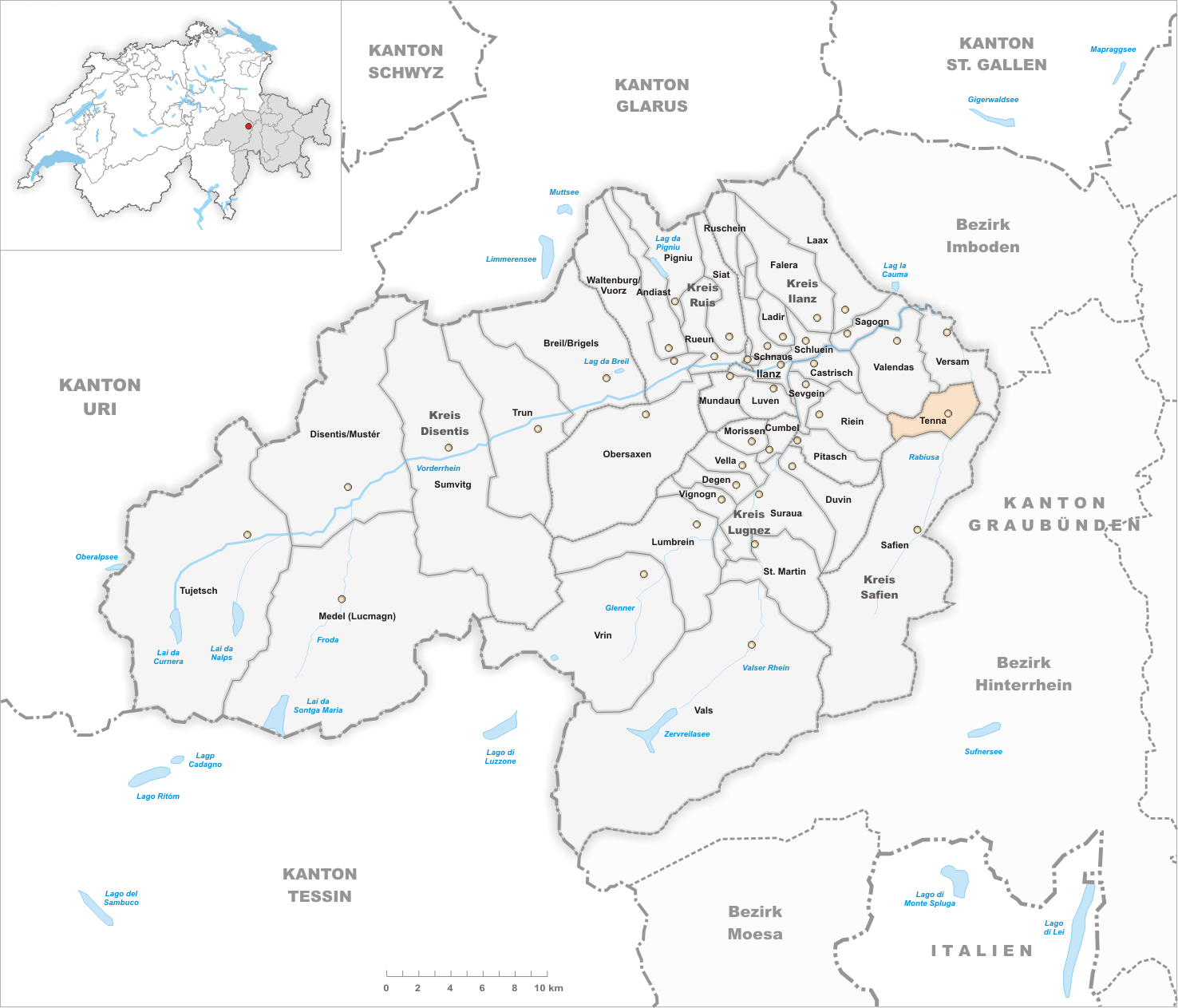
Il territorio del comune di Tenna prima degli accorpamenti comunali del 2013

Tenna è citato per la prima volta nei documenti storici nel 1398, con il nome di Thena. Già comune autonomo che si estendeva per 11,27 km² e che comprendeva le frazioni di Acla, Ausserberg, Egschi, Innerberg e Mitte, il 1º gennaio 2013 è stato aggregato agli altri comuni soppressi di Safien, Valendas e Versam per formare il nuovo comune di Safiental.

## Monumenti e luoghi d'interesse
- Chiesa riformata di San Valentino, attestata dal 1523[1].

## Società

### Evoluzione demografica
La popolazione è stata in diminuzione dal 1850 al 2000 (da 162 a 79 abitanti nel 2000); in seguito è stata in crescita lenta ma costante. L'evoluzione demografica è riportata nella seguente tabella:
Abitanti censiti

### Lingue e dialetti
Già paese di lingua romancia, è stato germanizzato da coloni walser a partire dal XIV secolo.

## Economia
L'economia locale trae impulso principalmente dal settore primario. Tenna ha un tasso di disoccupazione dello 0%. Nel 2005 il settore primario contava dodici aziende, che impiegavano trentotto lavoratori. Sempre nello stesso anno non c'erano aziende del settore secondario, mentre il settore terziario contava quattro imprese che occupavano otto lavoratori. Questo settore è completamente incentrato sul turismo, in crescita; nel 2011 a Tenna è stato aperto il primo skilift a energia solare.